# 1988年中国中央电视台春节联欢晚会
1988年中国中央电视台春节联欢晚会（简称1988年央视春晚）是中国中央电视台于1988年2月16日（农历丁卯十二月廿九除夕）為慶祝龙年新年舉辦的綜藝性文藝晚會，于当晚19:45播出。由邓在军担任导演，孙道临、王刚、姜昆、侯耀文、薛飞、卫华担任主持。

## 节目单
| 序号 | 类型                                 | 节目名                                             | 表演者 |
| 1    | 序幕                                 | 北京中央电视台彩色电视中心                         | 春节联欢晚会主会场 |
| 2    | 联唱                                 | 《拜大年》                                         | 聂建华、孙立荣、魏金柱、梦歌、马兰、佟艳杰、张德富、刘慧琴、吉千、曹秀琴、吴国华、谢琳、张克鹏、顾谦、何英、红英、黄柯娣、方雪雯、周美娇等 |
| 3    | 评书                                 | 《评书贯口》                                       | 刘兰芳 |
| 4    | 小品                                 | 《急诊》                                           | 游本昌、赵丽蓉、王丽云、薛培培 |
| 5    | 幽默杂技                             | 《新春乐》                                         | 董峥臻、曲瞬绪、王解放、覃鸿植、王友民、乔海滨、韩志民、肖永福、王小兵（大连杂技团）                                                       |
| 6    | 男声独唱                             | 《我们的祖国歌甜花香》                             | 阎维文 |
| 7    | 男声合唱                             | 《男孩》                                           | 柳培德、李勇等 |
| 8    | 相声                                 | 《求全责备》                                       | 刘伟、冯巩、牛振华、李艺、戴志诚、郑健、赵保乐                                                                                             |
| 9    | 动画片                               | 《孙悟空与唐老鸭》                                 | 李扬 |
| 10   | 女声独唱                             | 《故乡情》                                         | 蒋丽萍 |
| 11   | 京剧                                 | 《单雄信》                                         | 方荣翔 |
| 12   | 拧擂拉戏                             | 《包龙图打坐在开封府》                             | 王开春 |
| 13   | 女声独唱                             | 《思念到永远》                                     | 程琳 |
| 14   | 舞蹈                                 | 《看秧歌》                                         | 山西省歌舞剧院 |
| 15   | 评书                                 | 《人物速写》                                       | 王刚、田连元、袁阔成 |
| 16   | 男声独唱                             | 《中国龙》                                         | 李双江 |
| 17   | 女声独唱                             | 《思念》                                           | 毛阿敏 |
| 18   | 男声独唱                             | 《雨中即景》                                       | 邓志乐 |
| 19   | 相声联说                             | 《对话趣谈》                                       | 常宝华、常圆、单联丽、王荃、李博成、李博良、卡尔罗、李立山                                                                                 |
| 20   | 插播广东电视台节目（广东分会场）     | 插播广东电视台节目（广东分会场）                   | 插播广东电视台节目（广东分会场） |
| 20   | 歌曲                                 | 《娱乐升平颂羊城》                                 | 唐彪、安李 |
| 20   | 现场互动                             |                                                    | 容志行、曾雪麟（广州分会场）、宋世雄（北京主会场）、中国国家足球队球员                                                                     |
| 20   | 舞火龍表演                           | 《火龙表演》                                       | 梅县地区丰顺火龙队 |
| 21   | 小品                                 | 《黄牌与金牌》                                     | 朱时茂、刘全和、刘全利 |
| 22   | 对唱                                 | 《想亲亲》                                         | 卢秀梅、牛宝林 |
| 23   | 小品                                 | 《清官难断家务事》                                 | 牛得草、朱世慧、郭达、杨蕾、石富宽、崔喜跃                                                                                                 |
| 24   | 音乐猜                               | 《影视歌曲联奏》                                   | 中央芭蕾舞团乐队 指挥：胡炳旭 钢琴：郭峰                                                                                                   |
| 25   | 合唱                                 | 《分手时再敬一个军礼》                             | 总政离休幹部艺术团 领唱：寇家伦 指挥：孟贵彬                                                                                               |
| 26   | 歌曲                                 | 《热血颂》                                         | 张暴默、吕金鹤、郁钧剑、佟铁鑫、金曼、温亚丽                                                                                               |
| 27   | 女声独唱                             | 《道路》                                           | 董文华 |
| 28   | 相声                                 | 《攀比》                                           | 笑林、李国盛 |
| 29   | 插播黑龙江电视台节目（黑龙江分会场） | 插播黑龙江电视台节目（黑龙江分会场）               | 插播黑龙江电视台节目（黑龙江分会场） |
| 29   | 拉场戏                               | 《驱邪》(此节目被取消，没有在央视直播中出现)       | 赵本山、李静、李海 |
| 29   | 现场互动                             | 冰上集体婚礼                                       | |
| 29   | 歌曲                                 | 《好凉快》                                         | 黄勇、马李华、孙武佳、张志刚 |
| 30   | 歌剧小品                             | 《狗娃与黑妞》                                     | 陈佩斯、小香玉 |
| 31   | 气功表演                             | 《轻功表演》                                       | 张加陵 |
| 32   | 男声独唱                             | 《娜鲁湾情歌》                                     | 万沙浪 |
| 33   | 对唱                                 | 《相聚在龙年》                                     | 万沙浪、韦唯 |
| 34   | 相声                                 | 《电梯奇遇》                                       | 姜昆、唐杰忠 |
| 35   | 女声独唱                             | 《我们是黄河泰山》                                 | 彭丽媛 |
| 36   | 男声独唱                             | 《快乐的马车夫》                                   | 帕尔哈提 |
| 37   | 独角戏                               | 《踢足球》                                         | 石国庆 |
| 38   | 女声独唱                             | 《三百六十五里路》                                 | 包娜娜 |
| 39   | 小品                                 | 《接妻》                                           | 沈伐、岳红 |
| 40   | 男声独唱                             | 《游子心》                                         | 叶振棠 |
| 41   |                                      | 小魔术                                             | 姚金芬、秦鸣晓 |
| 42   | 舞蹈                                 | 民族大联舞——节日之夜                               | 姜昌善（朝鲜族）、李忠梅、郎晓兰、赵青、高娃、齐木格（蒙古族）、丁洁、官明军、沈培艺、李恒达、杨丽萍                                       |
| 43   |                                      | 零点钟声                                           | |
| 44   |                                      | 全国政协主席邓颖超春节祝辞、留美学生联欢会录像剪辑 | 李红深等 |
| 45   | 歌曲                                 | 《龙的传人》                                       | 侯德健 |
| 46   | 小品                                 | 《门铃声声》                                       | 李文启、熊小田 |
| 47   | 插播四川电视台节目（四川分会场）     | 插播四川电视台节目（四川分会场）                   | 插播四川电视台节目（四川分会场） |
| 47   | 歌曲                                 | 《四川小吃人人爱》                                 | 练正华、李丹阳 |
| 47   | 歌舞                                 | 《迎春的哈达》                                     | 德喜美多 |
| 47   | 杂技                                 | 《蹬技》                                           | 重庆市杂技团 |
| 48   | 相声                                 | 《巧立名目》                                       | 牛群、李立山 |
| 49   |                                      | 《西游记》演员表演节目                             | |
| 50   | 结束曲/片尾曲                        | 《我们是朋友》（最后一曲）                         | 全体演员、观众 |



## 影响
- 在本届春晚中，毛阿敏首度亮相春晚，演唱了《思念》，因其积极和抒情的路线，成为大众都比较认可的歌手之一[4][5]。另外，丁广泉的第一个洋弟子，来自于南斯拉夫的卡尔罗，以及歌手韦唯亦为首次亮相，而卡尔罗成为首位登上春晚的非中国籍人士[6]。（1987年春晚走红的费翔持有美国籍的同时拥有中华民国国籍）
- 本届春晚的相声《巧立名目》中的台词“领导，冒号”成为了当时的流行语[4]。
- 此外，本届春晚栏目组还邀请了《西游记》师徒四人上台表演，其中包括六小龄童，在舞台上表演了戏曲基本功，这是六小龄童首次登上央视春晚舞台演出[7]。
- 台湾歌手侯德健在本届春晚弹唱了自己的成名作《龙的传人》。由于六四事件等政治原因，央视在后来对88年春晚的各类型回放中均有意无意删去了这一段演出。
- 台湾原住民歌手万沙浪演唱的《娜鲁湾情歌》风靡两岸，2004年更是被张惠妹翻唱。

## 花絮
- 担任本届春晚的总导演邓在军，在节目审查的第一轮中删除了毛阿敏的《握手迪斯科》，后来担任本届春晚的副导演刘铁民（后担任1999年春晚导演）曾联系毛阿敏所在的南京军区问她是否有备选歌曲。之后毛阿敏连夜赶到北京。最后，谷建芬为毛阿敏选择了《思念》，在本届春晚舞台上演唱[8]。
- 原定于1988年2月16日晚间播出的《西游记》第14集《大战红孩儿》推迟至本届春晚结束后（即2月17日凌晨1时许）播出，本届春晚通过字幕预告这一特别安排，配音演员李扬也在节目《孙悟空与唐老鸭》的对白中提到了这一点[9]。